# The Beautiful Game (Musical)
The Beautiful Game ist ein Musical von Lord Andrew Lloyd Webber. Der Text stammt von Ben Elton (ins Deutsche übersetzt von Anja Hauptmann).

## Inhalt
Lord Andrew Lloyd Webber wollte einmal ein Musical schreiben, in das nicht die Frauen ihre Männer schleppen, sondern umgekehrt. Mit “The Beautiful Game”, dem ultimativen Musical über die schönste Nebensache der Welt – den Fußball – wollte er dieses hochgesteckte Ziel erreichen und gestandene Männer ins Theater locken. Aber nicht Doping- oder Drogenskandal sollten das Bühnengeschehen aufpeppen, sondern der Nordirlandkonflikt. Als Textautor wurde dann auch gleich Ben Elton verpflichtet, dem dieses Thema schon lange auf dem Herzen lag. Herausgekommen ist dabei wohl so etwas wie eine moderne West Side Story auf dem Fußballfeld, bei der es auf der Bühne in London ab Ende September 2000 ein Fußballballett mit Anklängen an Riverdance zu sehen gab. Die Kritiker urteilten nach der Premiere uneinheitlich zwischen belangloser Love-Story und politischem Thema, welches nicht auf einer Musicalbühne ausgetragen werden sollte.
Wir schreiben das Jahr 1969. Die Teenager einer katholischen Fußballmannschaft in Nordirland träumen von einer großen Karriere. Doch obwohl sie das Finale gewinnen, ziehen schon bei der darauffolgenden Party erste dunkle Wolken von Vorurteilen und Intoleranz des Konfessionsstreites in Belfast herauf. Und so schleichen sich in die Lebensgeschichte von John, Thomas und Del Gewalt, Militär, Gefängnis und IRA ein. Fazit der düsteren Geschichte: ein Versehrter, zwei Emigranten und zwei Tote.

## Musik
Lord Andrew Lloyd Webber füllt diese Geschichte mit tief emotionalen Melodien. Sein Werk ist zweigeteilt: es lebt einerseits durch gefühlvolle Balladen, die durch starke Frauenstimmen zu wahren Hymnen eskalieren, und andererseits durch die harten Percussion-Synthesizer-Arrangemente der politischen Konflikte in der Männerwelt. Der Widerspruch der Gefühle wird besonders deutlich, wenn die Paare gerade noch im geigenseligen Siebten Himmel schweben (das Lied “Let Us Love In Peace” zieht sich wie ein roter Faden durch das Stück) und anschließend die Jungs mal kurz einen Andersdenkenden zum Krüppel schlagen (“The Craig” oder “I'd Rather Die On My Feet Than Live On My Knees”, in denen sich die stark rhythmische Melodie der Ouvertüre wiederholt).
Neben diesen Hauptthemen erklingt immer wieder die Liebe zu Irland im Reprisen-stärksten Song der Show “God's Own Country”. Aus dem pubertären “Don´t Like You” wird schließlich eine Hochzeit mit “The Happiest Day”, der Zeremonie “To Have And To Hold”, die sehr an die Liebesversprechen “One Hand, One Heart” aus der West Side Story erinnert, und der amüsanten Hochzeitsnacht mit dem ersten Sex. Der Smash-Hit der Show “Our Kind Of Love”, in dem die katholische Christine ihre Liebe zum Protestanten Del bekundet, besticht durch seinen dramatischen Aufbau und der nur noch von Mary’s Hymne “If This Is What We're Fighting For” übertroffen wird, bei dem ganze zwei Strophen a cappella intoniert werden, dann das Orchester erst zaghaft einsetzt, bevor es zu einem Sturm der pathetischen Gefühle zum furiosen Finale anschwillt. Nach der Premiere am 28. September 2000 im Cambridge Theatre im Londoner West End lobten die Kritiker Webbers neues Werk, wenn sie auch das Buch von Ben Elton und dessen Texte für zu oberflächlich und klischeehaft für das heikle Thema ansahen.